# Фирстенфелдбрук
Фирстенфелдбрук (њем. Fürstenfeldbruck) општина је у њемачкој савезној држави Баварска. Једно је од 23 општинска средишта округа Фирстенфелдбрук. Према процјени из 2010. у општини је живјело 34.033 становника. Посједује регионалну шифру (AGS) 9179121.

## Географски и демографски подаци
Фирстенфелдбрук се налази у савезној држави Баварска у округу Фирстенфелдбрук. Општина се налази на надморској висини од 517 метара. Површина општине износи 32,5 km². У самом мјесту је, према процјени из 2010. године, живјело 34.033 становника. Просјечна густина становништва износи 1.047 становника/km².

## Међународна сарадња
| Мјесто      | Држава    | Врста сарадње | Од    |
| ----------- | --------- | ------------- | ----- |
| Алмунекар   | Шпанија   | партнерство   | 2005. |
| Задар       | Хрватска  | партнерство   | 1989. |
| Вичита Фолс | САД       | партнерство   | 1986. |
| Черветери   | Италија   | партнерство   | 1973. |
|             | Француска | партнерство   | 1967. |
| Извор       |           |               |       |